# Herald Sun
O Herald Sun é um jornal-tabloide matinal com sede em Melbourne, Austrália. É publicado pela The Herald e Weekly Times, uma subsidiária da News Corp Austrália, divisão da News Corporation. Ele está disponível em todo Melbourne, Vitória, Tasmânia, e fronteiriças regiões com Austrália do Sul e Nova Gales do Sul, como Queanbeyan, Riverina e Costa do Sul (Nova Gales do Sul). O Herald Sun atua principalmente em Vitória e compartilha muitos artigos com outros jornais diários da News Corporation, especialmente da Austrália.